# Chantal Han
Marie Antoinette Estrelle Chantal Han (ur. 26 lipca 1966 w Amsterdamie) – holenderska judoczka. Olimpijka z Barcelony 1992, gdzie zajęła dziewiąte miejsce w wadze średniej.
Srebrna medalistka mistrzostw świata w 1984; piąta w 1987 i 1989; siódma w 1982; uczestniczka zawodów w 1991. Startowała w Pucharze Świata w latach 1990−1992. Zdobyła trzy medale mistrzostw Europy w latach 1982 –1991. Druga na akademickich MŚ w 1988 roku.
Jej mężem jest Rob Henneveld, judoka i olimpijczyk z Los Angeles 1984.

## Letnie Igrzyska Olimpijskie 1992
| Konkurencja | Rundy eliminacyjne           | Repasaże                        | Repasaże             | Klas. końcowa |
| Konkurencja | Przeciwnik I                 | Przeciwnik I                    | Przeciwnik II        | Miejsce       |
| ----------- | ---------------------------- | ------------------------------- | -------------------- | ------------- |
| 66 kg       | Emanuela Pierantozzi (ITA) P | Helena Miagian Papilaya (INA) Z | Claire Lecat (FRA) P | 9.            |